# Komoro
Komoro (小諸市 Komoro-shi?) este un municipiu din Japonia, prefectura Nagano.